# Heiko Oberman
Heiko Augustinus Oberman (1930-2001) est un historien et théologien néerlandais spécialisé dans l'étude de la Réforme.

## Biographie
Oberman est né à Utrecht le 15 octobre 1930. Il obtient son doctorat en théologie de l'université d'Utrecht en 1957 et rejoint la faculté de la Harvard Divinity School en 1958. Là, il passe rapidement d'instructeur à professeur associé et, en 1963, à professeur d'histoire de l'Église. Il est nommé professeur Winn d'histoire ecclésiastique à Harvard en 1964 et y enseigne jusqu'en 1966. Il accepte ensuite une chaire à la faculté de théologie de l'université de Tübingen, en Allemagne, où il est également directeur de l'Institut de recherche sur le Moyen Âge tardif et la Réforme. Plus tard, Oberman fonde la Division des études médiévales tardives et de la Réforme à l'université de l'Arizona. Ses principaux livres comprennent The Harvest of Medieval Theology: Gabriel Biel and Late Medieval Nominalism (1963), qui articule son programme visant à combler le fossé entre la fin du Moyen Âge et l'ère de la Réforme (au moins dans le domaine de la théologie), et une biographie iconoclaste de Martin Luther, traduit de l'allemand par Luther : L'homme entre Dieu et le diable (1989). À propos de Luther, Oberman écrit : « Il n'y a aucun moyen de saisir le milieu d'expérience et de foi de Luther à moins d'avoir un sens aigu de sa vision de l'existence chrétienne entre Dieu et le Diable : sans une reconnaissance de la puissance de Satan, la croyance au Christ est réduite à une idée sur le Christ– et la foi de Luther devient une illusion confuse en accord avec la teneur de son temps. » Il est décédé le 22 avril 2001.

## Honneurs
Il est membre de l'Académie royale néerlandaise des arts et des sciences en 1963. En 1996, l'Académie royale des arts et des sciences des Pays-Bas lui décerne le prix Heineken pour l'histoire, et, en 2001, peu de temps avant sa mort, on lui indique qu'il serait fait chevalier par la reine Beatrix des Pays-Bas en 2002. À l'université de l'Arizona, il est nommé Regent professeur d'histoire en 1988 et reçoit le prix d'enseignement 5 étoiles de la faculté en 1989, le prix d'enseignement du Collège des sciences sociales et comportementales pour l'enseignement supérieur en 1999 et le conseil d'administration du SBS.

### Monographies
- Mgr Thomas Bradwardine, un augustin du XIVe siècle : Une étude de sa théologie dans son contexte historique (Utrecht : Kemink & Zoon, 1957)
- The Harvest of Medieval Theology: Gabriel Biel and Late Medieval Nominalism (Cambridge, Mass: Harvard University Press, 1963); réimpression (Grand Rapids, MI : Baker Academic, 2001)
- La Vierge Marie dans une perspective évangélique (Philadelphie: Fortress Press, 1971)
- Contra Vanam Curiositatem: Ein Kapitel der Theologie zwischen Seelenwinkel und Weltall (Zürich: Theologischer Verlag, 1974)
- Werden und Wertung der Reformation : vom Wegestreit zum Glaubenskampf (Tübingen : JCB Mohr, 1977); Traduction anglaise : Masters of the Reformation: The Emergence of a New Intellectual Climate in Europe, traduit par Dennis Martin (New York : Cambridge University Press, 1981)
- Würzeln des Antisemitismus. Christenangst und Judenplage im Zeitalter von Humanismus und Reformation, Berlin : Severin et Siedler, 1981) ; traduction anglaise : The Roots of Anti-Semitism in the Age of Renaissance and Reformation, traduit par James I. Porter (Philadelphie : Fortress Press, 1984)
- Luther – Mensch zwischen Gott und Teufel (Berlin : Severin und Siedler, 1981) ; Traduction anglaise : Luther – Man between God and the Devil, traduit par Eileen Walliser-Schwartzbart (Londres : Harper Collins, 1993)
- De Erfenis van Calvijn : Grootheid en Grenzen (Kampen : Kok, 1988)
- John Calvin and the Reformation of the Refugees, édité par Peter Dykema (Genève : Librairie Droz, 2009)

### Essais
- Dawn of the Reformation: Essays in Late Medieval and Early Reformation Thought (Édimbourg: T. &amp; T. Clark, 1986)
- The Reformation: Roots and Ramifications, traduit par Andrew Colin Gow (Édimbourg : T. & T. Clark, 1993)
- L'impact de la réforme: essais (Grand Rapids, MI: William B. Eerdmans, 1994)
- The Two Reformations: The Journey from the Last Days to the New World, édité par Donald Weinstein (New Haven: Yale University Press, 2003)
- Zwei Reformationen: Luther und Calvin — alte und neue Welt. édité par Manfred Schulze (Berlin: Siedler, 2003) Revue dans H-Soz-u-Kult (Allemand)